# Гідробіонти

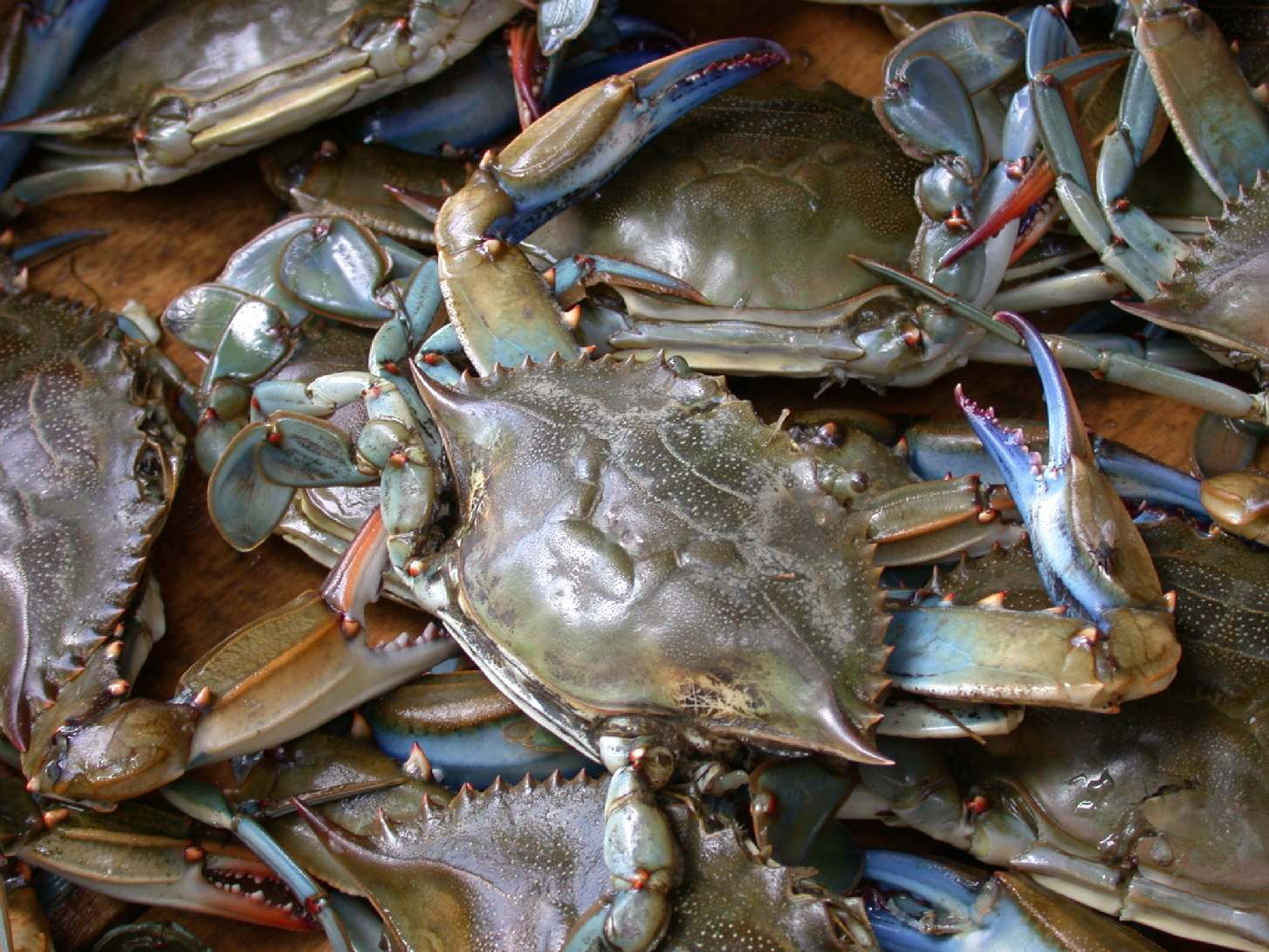
Морський гідробіонт

Гідробіонти (Hydrobiontes, від дав.-гр. ὕδωρ — «вода» + «біонт») — організми, що живуть у воді. Гідробіонти у ході еволюції пристосувалися до життя у водному середовищі (біотопі).

## Визначення
Гідробіонти — морські та прісноводні організми, що постійно живуть у водному середовищі. До гідробіонтів також відносяться організми, що живуть у воді частину життєвого циклу, тобто земноводні. Існують морські та прісноводні гідробіонти, а також ті, що живуть у природному, або штучному середовищі, ті, що мають промислове значення і ті, що не мають його.
Промислове рибальство, акваріумістика і подібні види діяльності займаються гідробіонтами.

## Гідробіологія
Гідробіонтів вивчає гідробіологія — наука про життя і біологічні процеси у воді.

## Різноманітність гідробіонтів
- Пелагічні організми — рослини чи тварини, що живуть у товщі, або на поверхні води.
  - Нейстон — сукупність мікроорганізмів, що живуть у поверхневій плівці води на кордоні водного та повітряного середовищ.
  - Плейстон — рослинні або тваринні організми, що живуть на поверхні води, або напівзанурені у воду.
  - Реофіли — тварини, що пристосувалися до життя у проточних водах.
  - Нектон — сукупність водних активно плаваючих організмів, здатних протистояти силі течії.
  - Планктон — різнорідні, в основному дрібні організми, що вільно дрейфують у товщі води й не здатні опиратися течіям.
- Бентос — сукупність організмів, що мешкають на ґрунті та у ґрунті дна водойм.

## Промислове використання гідробіонтів
Промислові та аматорські водні промисли займаються видобутком гідробіонтів. Природні водойми й водотоки з давніх часів є предметом впливу господарської діяльності людини. Останнім часом, в основному у XX—XXI століттях, отримала широкий розвиток також аквакультура — культивування гідробіонтів у природних або штучних водоймах.